# Sterculia rogersii
Sterculia rogersii är en malvaväxtart som beskrevs av N. E. Brown. Sterculia rogersii ingår i släktet Sterculia och familjen malvaväxter. Inga underarter finns listade i Catalogue of Life.